# Давлатабад
Давлатабад (до 1220 года и XVII веке — Фарьяб) — административный центр одноимённого района Фарьябской провинции Афганистана. О его средневековом предшественнике Фарьябе уже первые арабские географы сообщали как о «значительном городе».

## История
В. В. Бартольд полагал, что главный город культурный полосы Кайсара и Ширин-Тагая, Фарьяб, находился на месте Давлатабада или несколько южнее, где теперь находится селение Хайрабад.
История основания Фарьяба восходит ко времени Сасанидов и строителем его, согласно Гардизи, был Йездегерд II (439—457). При арабах Фарьяб — самостоятельный и значительный город, являлся одним из важных на северном торговом пути, на его участке между Андхоем и Майманой. Согласно автору «Картины земли», здесь развиты были ремесло и торговля. Арабские географы сообщают, что от Балха до Фарьяба через Шеберган шли шесть дней. Во время Феругинидов он входил в состав Джузджана, а при Саманидах, Газневидах и Гуридах — в состав Балха и был весьма благоустроенным городом.
В. М. Массон судил об средневековой архитектуре балхской округи по минарету в Давлатабаде, относящемуся к 1108/1109 году. Цилиндрическое тулово этого минарета разделено на несколько горизонтальных поясов, заполненных надписями и геометрическими орнаментами. Чёткость основного рисунка подчёркивается измельчённой резьбой по штуку, образующей второй план. В надписи на минарете упомянуто имя Мухаммеда ибн Али, бывшего при Сельджукиде Ахмад Санджаре наместником Хорасана.
В 1220 году Фарьяб разрушила монгольская армия. До второй половины XVI века он лежал в развалинах. Недалеко от этих развалин, известных в истории как Салуртепа, позднее возникло большое селение Давлатабад — ставка местного наместника хана Бухарского ханства. С начала XVII века Фарьяб вновь упоминается в источниках и, как полагал Б. Ахмедов, имеется в виду Давлатабад, перестроенный и переименованный в Фарьяб. В период правления Аштарханида Вали Мухаммада (1605—1611) он входил в число таких больших городов, как Меймене, Шеберган и здесь сидел местный правитель. Однако он был значительно меньше прежнего Фарьяба и утратил былое величие, о чём свидетельствует Махмуд ибн Вали.
В наши дни, в Давлатабаде изготовляются афганские ковры Алтыболак, для изготовления которого, в основном, используется верблюжья шерсть.